# Міський археологічний музей (Болонья)
Міський археологічний музей Болоньї (італ. Museo civico archeologico di Bologna) — муніципальний археологічний музей у Болоньї, Італія.

## Історія
1869 року було знайдено етруські поховання в районі болонського цвинтарю Чертоза, й археологічні розкопки почали відлік наступних важливих відкриттів у межах міста та в його околицях. 1871 року з нагоди V міжнародного конгресу антропології та доісторичної археології у приміщеннях Архігімназії була організована виставка археологічних знахідок, зроблених під час розкопок, а 1881 року відкрився археологічний музей у спеціально перебудованому палаці Гальвані. В основу його експозиції первинно також було покладено зібрання Болонського університету й колекція болонського художника Пеладжіо Паладжі, викуплена містом 1861 року.

## Експозиція
Музей організований таким чином, щоб уможливити ознайомлення з усіма його колекціями упродовж однієї короткої екскурсії. Загалом є вісім секцій:
- Єгипетська колекція (експонати, в основному, з колекції Пеладжіо Паладжі)
- Нумізматична колекція
- Болонья в доісторичний період (зала I)
- Грецька колекція (зали V та VI)
- Етрусько-італійська колекція (зала VIII)
- Давньоримська колекція (зала IX)
- Етруська Болонья (зала X)
- Галльська Болонья (зала XI)